# Peter Pfeiffer (Diplomat)
Peter Hermann Joseph Maria Pfeiffer (* 3. Februar 1895 in Speyer; † 19. August 1978 in Kraiburg am Inn) war ein deutscher Diplomat in der Weimarer Republik, in der Zeit des Nationalsozialismus und in der Bundesrepublik Deutschland, sowie Präsident des Goethe-Instituts.

## Leben
Peter Pfeiffer wurde als Sohn des katholischen Bezirkshauptlehrers Franz Xaver Pfeiffer und der Anna Maria Barbara Bosch geboren und hatte dreizehn ältere Geschwister, darunter den Politiker Maximilian Pfeiffer (1875–1926), den Archivar Albert Pfeiffer (1880–1948) und den Politiker Anton Pfeiffer (1888–1957).
Nach dem Besuch der Seminar-Musterschule und des Humanistischen Gymnasiums in Speyer begann Pfeiffer 1914 in München ein Jura-Studium, das er nach dem Kriegsdienst im Ersten Weltkrieg und britischer Gefangenschaft 1920 in Berlin fortsetzte. 1922 legte er das erste juristische Examen ab und 1924, nach der Referendarzeit im bayerischen Justiz- und Verwaltungsdienst, das zweite Staatsexamen. Im Dezember 1925 wurde Pfeiffer in den Auswärtigen Dienst einberufen und wurde nach seiner Ausbildung in Prag, Moskau und Charkow eingesetzt.
Vor der Machtübernahme der Nationalsozialisten 1933 hatte Pfeiffer dem Zentrum angehört. Von 1934 bis 1938 war er Gesandtschaftsrat in Paris, danach in Rom. Am 30. Mai 1940 beantragte er die Aufnahme in die NSDAP und wurde zum 1. Dezember desselben Jahres aufgenommen (Mitgliedsnummer 8.128.180). Im seit 1939 italienisch besetzten Tirana wurde er im November 1940 Generalkonsul und begleitete diplomatisch den italienischen Überfall auf Griechenland. In der Planung der deutschen Besetzung der Sowjetunion war Pfeiffer als Gesandter für die Dienststelle Moskau vorgesehen. Zunächst wurde er aber nach der griechischen Kapitulation in die französische Kolonie Algerien entsandt, wo er im Oktober 1941 das Generalkonsulat wiedererrichtete. Dort geriet er im November 1942 nach der Alliierten Eroberung Algeriens in US-amerikanische Internierung, zuletzt in Staunton (Virginia). Pfeiffer konnte und wollte im Rahmen eines Diplomatenaustausches im März 1944 ins Großdeutsche Reich zurückkehren und wurde dort wieder in der Pariser Botschaft und, nach der Invasion der Alliierten, in Berlin in der politischen Abteilung des Auswärtigen Amts eingesetzt.
Nach Kriegsende war Pfeiffer von Oktober 1945 bis September 1946 in US-amerikanischer Internierung, am 4. Mai 1948 wurde er von einer Spruchkammer in München als „entlastet“ entnazifiziert. 1946 war er Mitgründer der Badischen Christlich-Sozialen Volkspartei, die später in der CDU aufging, verließ sie aber aus Protest gegen die vermeintlich separatistische Politik des südbadischen Staatspräsidenten Leo Wohleb.
Nach Gründung der Bundesrepublik Deutschland wurde Pfeiffer im November 1949 im Bundeskanzleramt angestellt, leitete von dort ab 1950 die Ausbildung der Anwärter für den Auswärtigen Dienst und sorgte für die Einrichtung einer Ausbildungsakademie in Speyer. Bei Wiedereinrichtung des Auswärtigen Amtes wurde Pfeiffer 1952 Leiter der Personal- und Verwaltungsabteilung und erhielt 1954 nominell den Rang eines Botschafters. Eine in demselben Jahr vorgesehene Entsendung als Ständiger Beobachter der Bundesrepublik bei der UNO wurde angesichts innen- und außenpolitischer Einwände wegen seiner NSDAP-Mitgliedschaft zurückgezogen, ebenso 1955 die Entsendung als Botschafter zur NATO. 1958 und 1960 war er Leiter der deutschen Delegation bei der Internationalen Seerechtskonferenz in Genf. Nach seiner Versetzung in den Ruhestand 1960 war er von 1963 bis 1971 Präsident des Goethe-Instituts.
Pfeiffer erhielt 1960 das Große Bundesverdienstkreuz mit Stern und dazu 1970 das Schulterband sowie 1968 den Bayerischen Verdienstorden.
Er war Mitglied der katholischen Studentenverbindungen KStV Askania Berlin, KStV Ottonia München und KStV Isaria Freising im KV.